# HMS Abercrombie (1942)
HMS Abercrombie – monitor z okresu II wojny światowej należący do Royal Navy.
Okręt został zbudowany w stoczni Vickers-Amstrong Ltd., gdzie jego budowę rozpoczęto w 1941 roku, zwodowany w 1942 roku i oddany do służby w dniu 5 maja 1943 roku. Przy jego budowie wykorzystano wieże artyleryjskie dla krążownika liniowego „Furious”, który przebudowano na lotniskowiec.
Po wcieleniu do brytyjskiej marynarki wojennej został skierowany na Morze Śródziemne, gdzie wszedł w skład amerykańskiej grupy okrętów US Task Force 85. W lipcu 1943 roku w składzie tej grupy wziął udział w operacji Husky, wspierając lądowanie wojsk amerykańskich na Sycylii. Następnie wspierał lądowanie wojsk alianckich pod Salerno w trakcie operacji Avalanche i w dniu 9 września 1943 roku został uszkodzony po wejściu na minę kontaktową. 
Po uszkodzeniu skierowany do stoczni w Tarencie, gdzie przebywał do października. Po zakończeniu naprawy skierowano go na Maltę. W dniu 21 sierpnia 1944 roku w rejonie południowo-wschodniej Malty powtórnie został uszkodzony po wejściu na dwie miny morskie. Skierowano go naprawy w porcie Valletta. 
W 1945 roku został skierowany na Pacyfik, gdzie miał wspierać aliantów w walkach z Japonią. W walkach jednak nie wziął udziału w związku z kapitulacją Japonii. 
Po zakończeniu II wojny światowej okręt został skierowany do portu Chatham, gdzie dotarł w listopadzie 1945 roku. Od tego momentu służył jako artyleryjski okręt szkolny i koszary dla kursantów. 
W 1954 roku okręt jako przestarzały został skreślony z listy floty, a następnie zezłomowany w porcie Barrow. 